# غضنفر رکن‌آبادی
غضنفر اصل رکن آبادی (زاده ١٨ خرداد ۱۳۴۵ در قم - ۲ مهر ۱۳۹۴ در منا ) دیپلمات ایرانی بود که از ۱۳۸۹ تا اردیبهشت ۱۳۹۳ سفیر ایران در لبنان بود. وی در طول خدمتش در لبنان بارها مورد سوقصد قرار گرفت.

## زندگینامه
رکن آبادی دارای کارشناسی ارشد معارف اسلامی و علوم سیاسی از دانشگاه امام صادق (ع) و دکترای علوم سیاسی از دانشگاه لبنان، بیروت بود. العربیه از رکن‌آبادی به نام کسی یاد می‌کند که در نزدیکی احزاب لبنان برای توافق بر سر دولت توافقی در لبنان نقشی اساسی داشت، العربیه می‌نویسد معروف است که رکن آبادی روابط محکمی با حزب‌الله لبنان داشته‌است.
رکن آبادی در جریان جنگ ۳۳ روزه، سوار بر موتور به انتقال بسته‌های مورد نیاز به مردم لبنان می‌پرداخت. این اقدام وی به حدی برجسته بود که سید حسن نصر الله دست خطی در تقدیر و تشکر از ایشان نوشت و به رکن آبادی هدیه کرد.

## حادثه انفجار سفارت ایران در لبنان
در ۲۸ آبان ۱۳۹۲ به دنبال بمب‌گذاری سفارت ایران در بیروت رکن آبادی به صورت معجزه آسایی نجات یافت. روز بعد از انفجار مراسم «تقبل و تعاذی» (تسلیت) در سفارت ایران برگزار شد و رئیس جمهور لبنان برای عرض تسلیت به سفارت ایران آمد.

## درگذشت
در پی رویداد ازدحام حجاج در منا در ۲ مهر ۱۳۹۴ برخی از رسانه‌ها خبر از احتمال کشته‌شدن وی در این حادثه را دادند. چندین ماه از سرنوشت وی اطلاع قطعی در دست نبود پیش‌تر روزنامه الجمهوریه چاپ لبنان اخباری مبنی بر پیدا شدن غضنفر رکن آبادی داده‌بود، روزنامه الجمهوریه چاپ لبنان اعلام کرده‌بود غضنفر رکن آبادی سفیر سابق ایران در لبنان از وضعیت جسمانی خوبی برخوردار است. بنا بر اعلام روزنامه الجمهوریه چاپ لبنان، رکن آبادی در جریان حادثه منا بر اثر ازدحام جمعیت زخمی شده بوده‌است و برای درمان در یکی از بیمارستان‌های عربستان سعودی بستری می‌بوده، اما پس از چند ماه مشخص‌شد غضنفر رکن‌آبادی سفیر پیشین ایران در لبنان، جز جانباختگان فاجعه حجاج در منا محسوب می‌شود.
پیش از این شبکه العربیه در وبگاه خبری خود به نقل از آنچه آن را «منابع سعودی» خوانده‌بود، نوشته بود که «سفیر سابق ایران در لبنان، نامش در ورودی‌های کشورش در فهرست کسانی که برای حج آمده‌اند ثبت نشده و چنین اسمی در لیست حجاج نیست». به نوشته العربیه، اگر حضور رکن‌آبادی با حجاج تأیید شود، سفیر (سابق) به شیوه‌ای شناخته نشده وارد شده چرا که با نام و فامیلی که به آن شناخته می‌شود، اسمش ثبت نشده است. العربیه همچنین پیش‌تر اعلام داشته‌بود اخبار ضد و نقیضی از غضنفر رکن‌آبادی سفیر سابق ایران منتشر شده و برخی اخبار از مفقود شدن او در حادثه ازدحام منا حکایت داشت و برخی دیگر می‌گفتند که او دچار مصدومیت جزئی شده بوده‌است.
پس‌ازاینکه رسانه‌ها خبر فوت وی را منتشر کردند، برادر وی اعلام نمود اطلاعاتی دربارهٔ وی در دسترس نیست. رکن‌آبادی بیانیه برائت از مشرکان را در عرفات قرائت کرده‌بود. حسن قشقاوی معاون کنسولی و امور مجلس وزارت خارجه ایران با اشاره به موضوعات مطرح شده دربارهٔ احتمال ربوده شدن رکن آبادی در خاک عربستان، اظهار داشت: «این مسائل تنها در حد گمانه زنی است، اما نمی‌توان به صورت قطعی این ادعا را رد یا تأیید کرد.»
اما پس از مدتی اعلام شد وی هنوز در فهرست مفقودین فتجعه منا قرار دارد، بعضی رسانه‌ها و خبرگزاری‌ها ایران احتمال ربایش این دیپلمات ایرانی را گزارش داده‌اند. معاون وزیر خارجه ایران پس از گزارشی اعلام کرد، غضنفر رکن‌آبادی در حین فاجعه منا از طریق خودروی امداد برای انتقال به بیمارستانی در عربستان منتقل شده است. در همین رابطه رئیس کمیسیون امنیت ملی و سیاست خارجی مجلس نهم شورای اسلامی علاءالدین بروجردی، خاطرنشان ساخت، که اگر، دولت عربستان سعودی، نتواند فرضیهٔ کشته‌شدن غضنفر رکن‌آبادی را اثبات کند، فرضیهٔ ربایش سفیر سابق جمهوری اسلامی ایران، به‌عنوان فرضیه امنیتی قابل‌پیگیری خواهد بود. سفارت ایران در گفتگو با "لبنان ۲۴"، تأیید و تصریح کرد که "برخی شاهدان عینی وی را پس از حادثه زنده مشاهده کرده‌اند." در حاشیه مراسم چهلمین روز درگذشت جان‌باختگان منا سید علی قاضی عسکر نماینده ولی‌فقیه در امور حج و زیارت گفت «در میان پیکرهای شناسایی‌شده هنوز از آقایان رکن‌آبادی و فولادگر خبری نیست، اما ممکن است با تطبیق نمونه‌های DNA به نتیجه قطعی برسیم؛ اما اگر در آن صورت نیز این افراد در بین جان‌باختگان فاجعه منا نبودند، دولت عربستان باید پاسخگو باشد.»
سرانجام پس از دو ماه در تاریخ ۴ آذر ۱۳۹۴ پیکر وی بر اساس آزمایش دی اِن اِی شناسایی شد .اعضای بدن ایشان مانندمغز،قلب وسایراعضایبدن ایشان جداشده بود  . با تست‌هایی که در ایران انجام شد مشخص شد که او هم مانند سایر حجاج در عربستان به دلیل گرمای شدید هوا و تشنگی و عدم رسیدگی مناسب در آن شرایط جان باخته است.
وی در در امامزاده پنج تن در لویزان دفن شد.

## واکنش ها
- محسن اراکی دبیر کل مجمع جهانی تقریب مذاهب اسلامی با حضور در منزل رکن آبادی، با خانواده وی ابراز همدردی کرد.[۲۴]
- تمام سلام نخست وزیر لبنان در تماس تلفنی با سفیر جمهوری اسلامی ایران درگذشت رکن آبادی را تسلیت گفت.[۲۵]
- قاسم سلیمانی در گفتگو با پایگاه «الوقت» تصریح کرد: رکن آبادی شخصیتی انقلابی بود که به دیپلماسی معنا و مفهوم تازه‌ای بخشید.[۲۶]
- خالد قدومی نماینده جنبش حماس در ایران معتقد است:رکن آبادی شخصیتی فعال و خدوم، طرفدار وحدت اسلامی، شجاع و مدافع سرسخت آرمان فلسطین بودند.[۲۷]

## در رسانه

### فیلم سینمایی ۲۴ سپتامبر
فیلم سینمایی «۲۴ سپتامبر» به نویسندگی علی‌اکبر محلوجیان و به تهیه‌کنندگی و کارگردانی مریم ابراهیم‌وند داستان زندگی یکی از قاریان قرآن ایرانی کشته شده در حادثه منا سال ۲۰۱۵ به نام محسن حاجی حسنی کارگر را روایت می‌کند. در این فیلم به ماجرای کشته شدن برخی چهره‌های معروف ایرانی در این حادثه، نظیر غضنفر رکن آبادی و حسن دانش نیز پرداخته شده‌است.